# Отто Мюллер фон Черніцкі
Отто Мюллер фон Черніцкі (нід. Otto Muller von Czernicki, 13 березня 1909 — 21 червня 1998) — нідерландський хокеїст на траві.
Срібний призер Олімпійських Ігор 1928 року.